# タムナ 〜Love the Island〜
『タムナ 〜Love the Island〜』（タムナ ラブ・ジ・アイランド）は、2009年に韓国のMBCで放送されたテレビドラマの日本でのタイトル。ハングルでは『탐나는도다』（原題：耽羅(タムナ)は島だ）。原作は、2007年から2011年にかけてチョンヤ（ハングル：정혜나）がウィンク（ハングル：윙크、ソウル文化社刊）にて連載した長編漫画。全14巻。日本ではドラマ化にあわせて新書館から佐島顕子の訳で3巻まで刊行されたが、以後続巻なし。

## 概要
17世紀の朝鮮を舞台に、済州島に漂着したイギリス人青年と済州島に住む海女の少女とのラブロマンスを描いた歴史ドラマ。ストーリーは17世紀の朝鮮で実際に起きたヘンドリック・ハメルの漂着事件を元にしている。

## 登場人物
演はテレビドラマ版のキャスト。
チャン・ボジン（演 - ソウ）
済州島で生まれ育った海女の少女。海女の最高位である母を持ちながら漁が下手で、外の世界に対して憧れをもっている。ある日、漁の最中に海岸に流れ着いたウィリアムを助け、それをきっかけとして様々な騒動に巻き込まれていく。
パク・キュ（演 - イム・ジュファン）
流人として漢陽から済州島に送られてきた両班。実は献上品盗難事件を調査するために朝廷から送られた密偵。ボジンのことは面倒だと感じているが、どうしても放っておけないらしく、ボジンのために様々な協力をする。
ウィリアム・J・スペンサー（演 - ファン・チャンビン）
イギリス・ロンドン出身の貴族。東洋の陶磁器マニアで、ヤンに頼み込んで長崎に密航しようとしたが、嵐に巻き込まれて済州島に漂着する。金髪碧眼であるため、島の人々からは「怪物」呼ばわりされてしまう。語学センスが高く、漂着後短期間で朝鮮語を習得していく。
ヤン・カワムラ（演 - イ・ソンホ）
オランダ東インド会社で働く日本人の商人。ウィリアムと一緒に長崎へ向かう途中に遭難し、済州島に漂着した。早く脱出したいと考えているが、ウィリアムを放っておけないため足止めを食らっている。日本人を装っているが、実はオランダに帰化した済州島生まれの朝鮮人であり、豊臣秀吉の朝鮮侵略で日本に連行された過去を持つ。

## テレビドラマ
2009年8月8日から2009年9月27日に韓国のMBCで放送されたテレビドラマ。全16話。
企画と制作に約2年を費やした大作で、放送開始前から海外への放映権販売も順調だった。当初は全20話の予定だったが、韓国国内での視聴率が低迷したため、全16話に短縮された。
日本では、BS日テレにて2010年8月17日から11月30日まで毎週火曜21時00分～21時54分で放送され、2011年3月24日から2011年4月14日まで毎週月曜から金曜10時00分～10時54分で再放送された。地上波では、フジテレビTue★ナイ枠にて、2010年11月24日から2011年3月9日まで毎週水曜2時35分～3時30分に放送された。

## 原作

### 韓国
- ソウル文化社刊行、全14巻
  1. 2007年6月30日初版発行 ISBN 978-89-532-7971-1
  2. 2007年10月25日初版発行 ISBN 978-89-532-8125-7
  3. 2008年2月29日初版発行 ISBN 978-89-532-8455-5
  4. 2008年7月15日初版発行 ISBN 978-89-532-8792-1
  5. 2008年9月30日初版発行 ISBN 978-89-532-5687-3
  6. 2009年2月28日初版発行 ISBN 978-89-263-0553-9
  7. 2009年6月30日初版発行 ISBN 978-89-263-0700-7
  8. 2009年10月31日初版発行 ISBN 978-89-263-0821-9
  9. 2010年2月28日初版発行 ISBN 978-89-263-0970-4
  10. 2010年6月24日初版発行 ISBN 978-89-263-1593-4
  11. 2010年10月29日初版発行 ISBN 978-89-263-1709-9
  12. 2011年2月28日初版発行 ISBN 978-89-263-1794-5
  13. 2011年6月30日初版発行 ISBN 978-89-263-1941-3
  14. 2011年10月20日初版発行 ISBN 978-89-263-2634-3

### 日本
- 新書館刊行、既刊3巻（続巻未定）
  1. 2009年10月23日初版発売 ISBN 978-4-403-67083-1
  2. 2009年12月24日初版発売 ISBN 978-4-403-67087-9
  3. 2010年3月24日初版発売 ISBN 978-4-403-67090-9